# (6901) Roybishop
(6901) Roybishop (1989 PA) – planetoida z pasa głównego asteroid okrążająca Słońce w ciągu 2,71 lat w średniej odległości 1,94 j.a. Odkryta 2 sierpnia 1989 roku.